# Odprto prvenstvo ZDA 2015
Odprto prvenstvo ZDA 2015 je teniški turnir za Grand Slam, ki je med 31. avgustom in 13. septembrom 2015 potekal v New Yorku.

## Moški posamično
Novak Đoković :  Roger Federer, 6–4, 5–7, 6–4, 6–4

## Ženske posamično
Flavia Pennetta :  Roberta Vinci, 7–6(7–4), 6–2

## Moške dvojice
Pierre-Hugues Herbert /  Nicolas Mahut :  Jamie Murray /  John Peers, 6–4, 6–4

## Ženske dvojice
Martina Hingis /  Sania Mirza :  Casey Dellacqua /  Jaroslava Švedova, 6–3, 6–3

## Mešane dvojice
Martina Hingis /  Leander Paes :  Bethanie Mattek-Sands /  Sam Querrey, 6–4, 3–6, [10–7]